# Бон Марше
«Бон Марше» (фр. Le Bon Marché, в переводе с фр. — «дешёвый рынок») — французский универмаг, расположенный в 7 округе Парижа. Первоначальное название — Au Bon Marché — универмаг носил в течение 151 года, вплоть до конца XX века, когда он получил своё текущее наименование в 1989 году.
Первый магазин Au Bon Marché был основан в 1838 году, нынешнее здание было построено в 1869 году. Семья из троих архитекторов, Луи-Огюста, Луи-Шарля и Луи-Ипполита Буало, неоднократно расширяла его, сотрудничая, в частности, с инженерами Арманом Муазаном и Гюставом Эйфелем.

## История

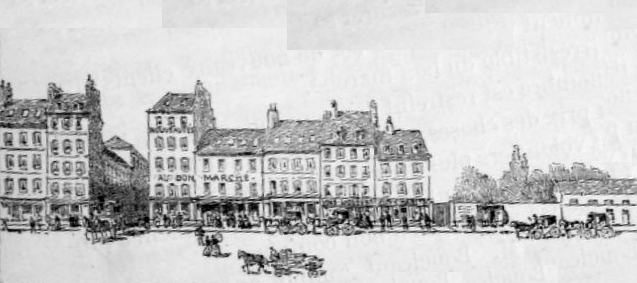
Магазин в 1863 году

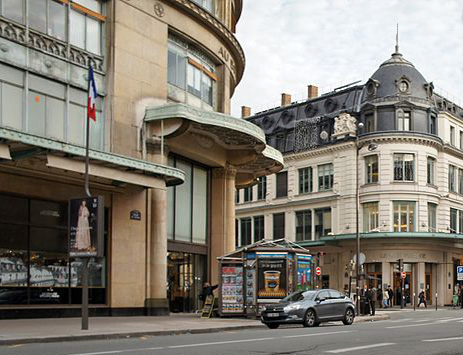
Слева второе здание магазина, построенное в 1924 году

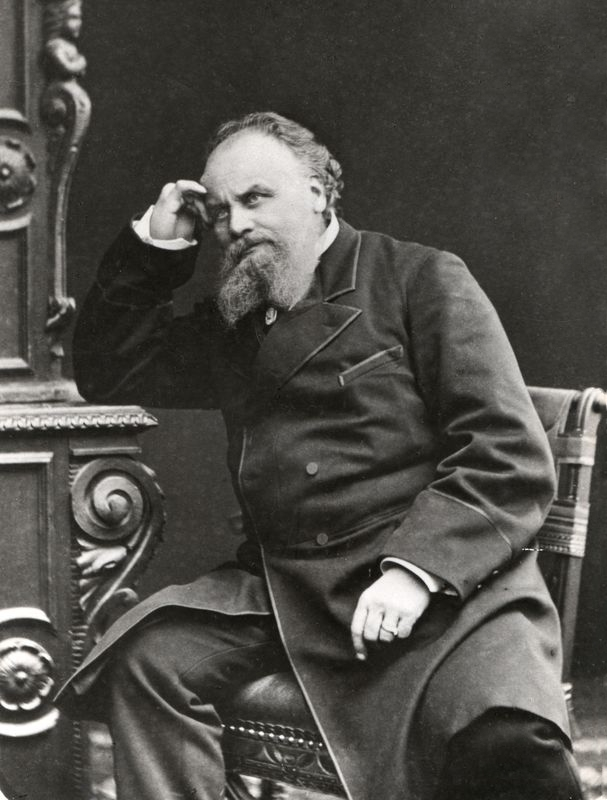
Аристид Бусико (1810—1877)

Первый магазин Au Bon Marché был основан в 1838 году братьями Полем и Жюстеном Видо и представлял собой магазин с несколькими прилавками, где работали двенадцать сотрудников. В магазине было 4 отдела: галантерея, ткани, матрасы и зонты. В 1852 году они объединились с супругами Аристидом и Маргерит Бусико, которые начали преобразование магазина, а затем разработали новую концепцию универмага с широким ассортиментом, низкими ценами, указанными прямо на этикетке, непосредственным доступом к товару, возможностью возврата и с презентацией товара в торговом зале. В 1863 году семья Бусико выкупила акции братьев Видо, которых пугали бизнес-идеи пары.
В 1869 году, на волне коммерческого успеха, семья Бусико решила расширить магазин, доверив это архитектору Александру Лапланшу, для чего была выбрана территория бывшей богадельни. Первый камень был заложен 9 сентября 1869 г. Практически завершённые работы были прерваны осадой Парижа в 1870 года, во время которой здание служило центром распределения продуктов питания. Затем работа возобновилась, и 2 апреля 1872 года был открыт новый магазин. Но вскоре выяснилось, что магазин оказался слишком маленьким, и в том же году его начали достраивать. Архитекторы Луи-Огюст и Луи-Шарль Буало, сменившие Александра Лапланша, обратились к инженеру Арману Муазану для строительства здания (1870—1887). Гюстав Эйфель, которого обычно считают строителем Ле Бон Марше, вмешался в строительство в 1879 году, чтобы провести расширение, которое было признано не очень значительным.
Au Bon Marché вырос с оборота в 500 000 франков с площадью 300 м² и 12 сотрудниками в 1852 году до 72 миллионов франков, площадью 50 000 м² и 1788 сотрудниками в 1877 году. Это расширение магазина фактически связано с появлением нового социального класса: служащих, среднего класса, которые составят будущую клиентуру универмагов.
Чтобы привлечь больше клиентов прекрасного пола, Бусико создали в стенах универмага первые женские туалеты, читальный зал для мужей (пока их жёны совершали покупки), рассылали по почте более 6 миллионов каталогов мод по всему миру (вместе с образцами тканей, вырезанных 150 молодыми женщинами, которые были наняты только для этой работы). Одновременно с этим началось развитие доставки на дом и почтовых отправлений. Вкладывались деньги в рекламу (плакаты, календари, рекламные объявления, объявления, анонсы). Для покупательниц с детьми в универмаге предлагались напитки, красные воздушные шары, детские книжки с картинками, а также организовывались прогулки на осликах. Парижанки теперь могли уйти из дома и провести более двенадцати часов в магазине, примеряя товары, особенно одежду, которая раньше делалась на заказ, а теперь была стандартизирована. Однако это повлекло за собой и многочисленные неприятные моменты: некоторые покупательницы влезали в долги или становились клептоманками, другие беспокоились о том, что к ним прикасаются продавцы, надевая на них перчатки или шляпы. Репутация магазина оказалась под угрозой, и Аристид Бусико нанял продавщиц, которым предоставил жильё на верхних этажах магазина и которые в 1880-х годах представляли половину персонала. В строгой чёрной униформе, они должны были регулировать любые вопросы и недоразумения с покупателями. При этом продавщицы получали возможность продвижения по карьерной лестнице (помощник, начальник отдела, затем менеджер, в зависимости уже не от стажа, а от заслуг).
С патерналистским управлением, вдохновлённым христианским социализмом Ламенне, Аристид Бусико создал для своих сотрудников резервный фонд и пенсионный фонд, бесплатную столовую и предоставил еженедельный оплачиваемый выходной. Этот патернализм также был направлен на удержание сотрудников в компании: например, резервный фонд для сотрудников становился доступен после 20 лет службы.
Для проведения вечеринок наверху здания был оборудован зал вместимостью 1000 человек.
В 1910 году для клиентов универмага поблизости был построен отель «Lutetia», который остаётся единственным отелем соответствующего класса на левом берегу Парижа. Развитие железной дороги и всемирных выставок привлекли в Париж покупательниц из провинции, и теперь Au Bon Marché стремился привлечь клиентов из рабочего класса ещё более доступными ценами. В том же году универмаг использовал астрономическое событие — пролёт кометы Галлея — для запуска рекламной кампании, некоторые репродукции которой хранятся в библиотеке Парижской обсерватории.
В 1911—1913 годах на углу улиц Севр и дю Бак было построено второе здание в стиле ар-деко. Здание, строительство которого близилось к завершению, было реквизировано во время Первой мировой войны для преобразования в военный госпиталь. Уничтоженное огнём 22 ноября 1915 года, оно было перестроено в 1924 году Луи-Ипполитом Буало. Здание первоначально предназначалось для размещения товаров для дома, но теперь в нём находится гастроном La Grande Épicerie.
В 1919 году часть французской прессы была весьма удивлена, что служащие, достаточно обеспеченные, приняли участие в «забастовке универмагов». В 1920 году Общество магазинов Бон Марше (Société des Magasins du Bon Marché) (дом Аристида Бусико) в Париже приобрело за 500 000 франков один из крупнейших французских домов мод, каирский Maison Francès, существовавший в Египте около сорока лет. Президентство компании перешло к банкиру Альберу Галисье, который открыл филиал универмага в Виши, ещё один в Алжире, а затем приобрёл в 1924 году парижский универмаг Palais de la Nouveaute (дом Дюфайеля), который затем был продан в 1930 году.
В 1932 году в магазине появился отдел бытовой техники. В период между Первой и Второй мировыми войнами также были открыты чайная, парикмахерская, отделение банка и туристический офис для организации автобусных экскурсий по окрестностям из Парижа.
27 марта 1950 г. Общество магазинов Бон Марше вступает в фазу принудительной ликвидации. Под председательством Жака-Гюстава Шелепретра (до 1970 года) чистая прибыль компании сократилась до нескольких тысяч франков в 1954—1955 годах, тогда как двадцать лет назад это была самая прибыльная компания на фондовом рынке. Затем ситуация снова ухудшилась в 1960-х годах из-за конкуренции со стороны гипермаркетов и значительного сокращения работы отдела доставки по почте, базирующегося в Виссу (департамент Эсон, регион Иль-де-Франс). В 1970 году компания была куплена братьями Вилло через их дочернюю компанию «Saint Frères», которая уже владела магазинами «À la Belle Jardinière». В период с 1972 по 1975 год они реорганизовали все магазины и сумели восстановить прибыльность. В этот кризисный период только в Париже произошло более 800 увольнений и были закрыты все магазины Бон Марше в провинциях. В 1983 г. товарооборот в Париже составил 693 млн франков.
В 1984 году компания La Financière Agache, возглавляемая Бернаром Арно, купила Общество магазинов Бон Марше у группы Boussac, превратив его в роскошный универмаг на левом берегу Парижа. В первой половине 2012 года начались работы по расширению торговых площадей. Сегодня Ле Бон Марше является частью LVMH.
В 1989 году французский дизайнер Андре Путман создала эскалатор, расположенный в самом центре магазина.

## Фотогалерея

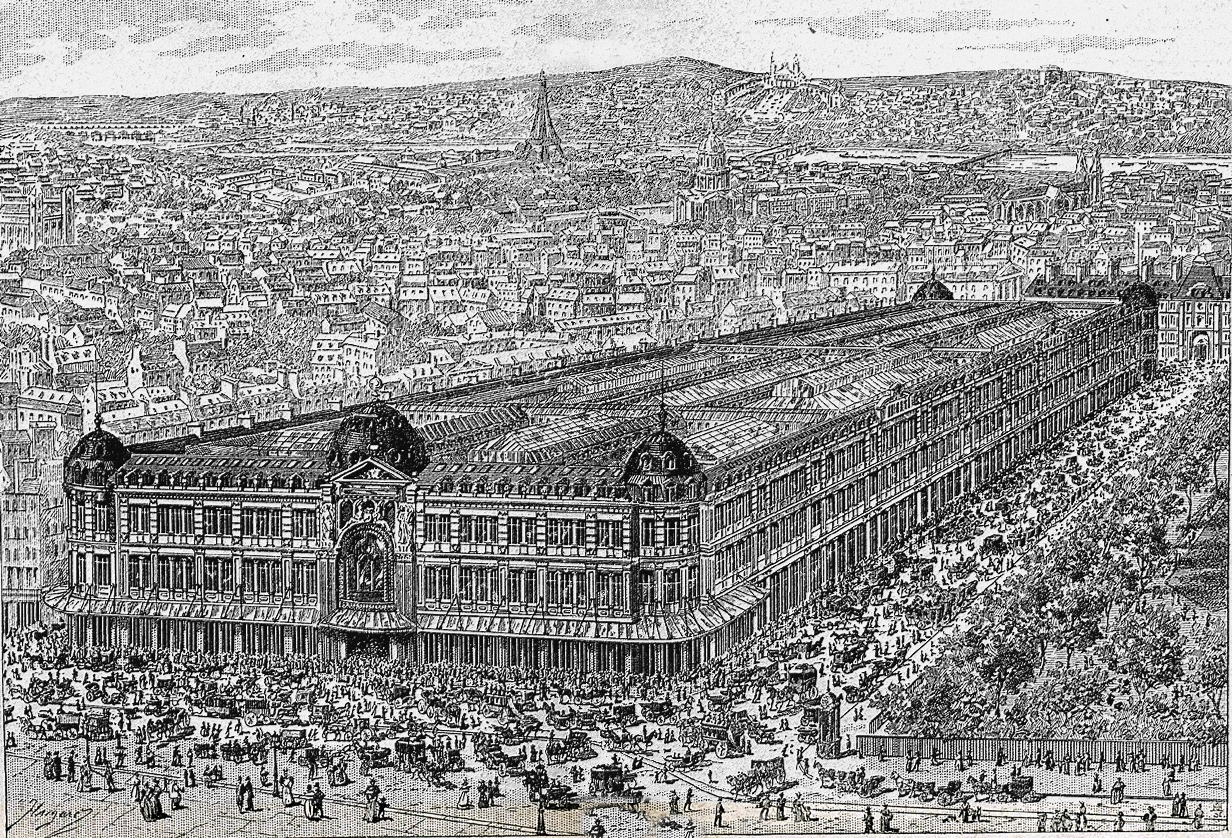
Универмаг Au Bon Marché построен в 1887 году
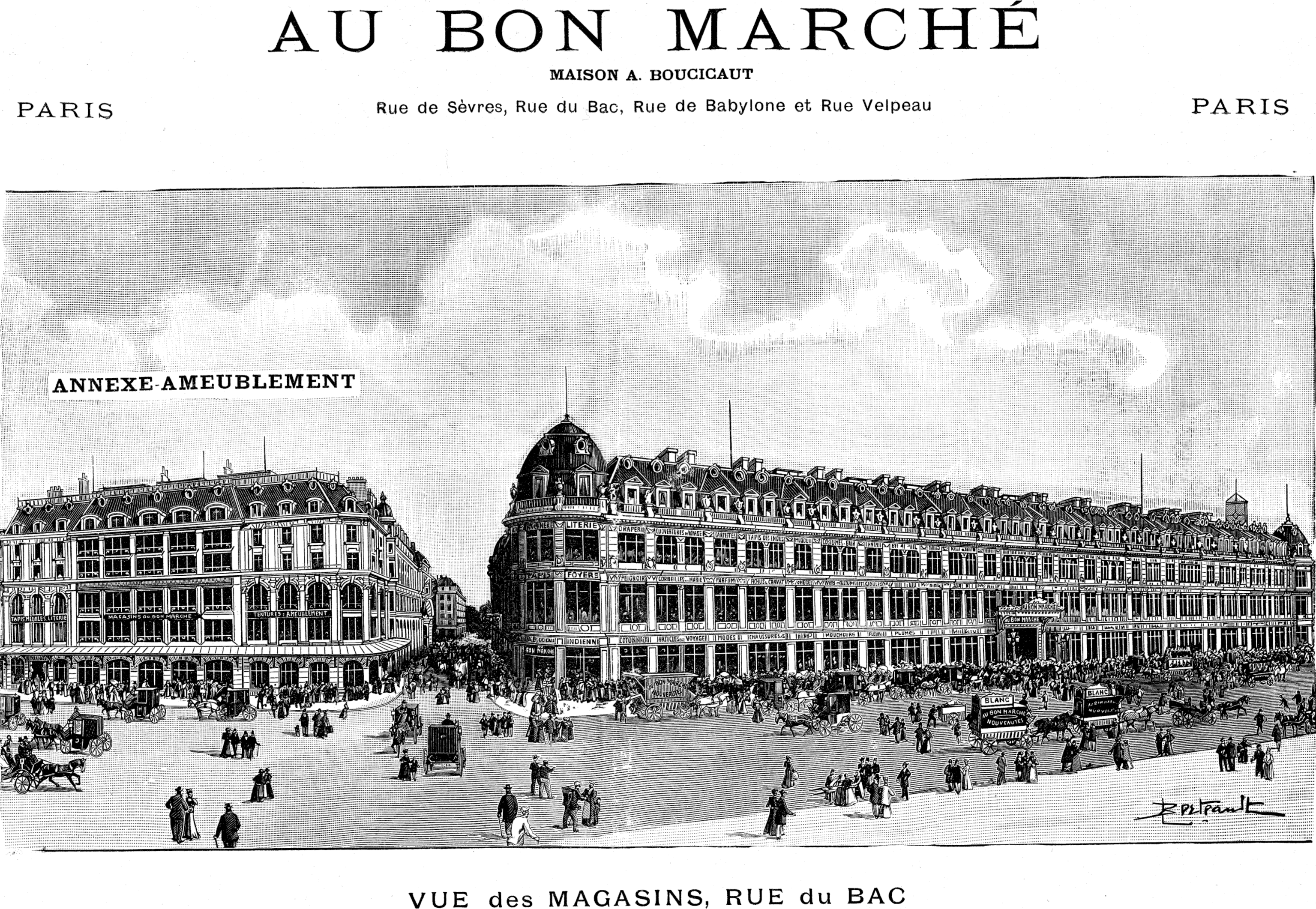
Магазины Au Bon Marché
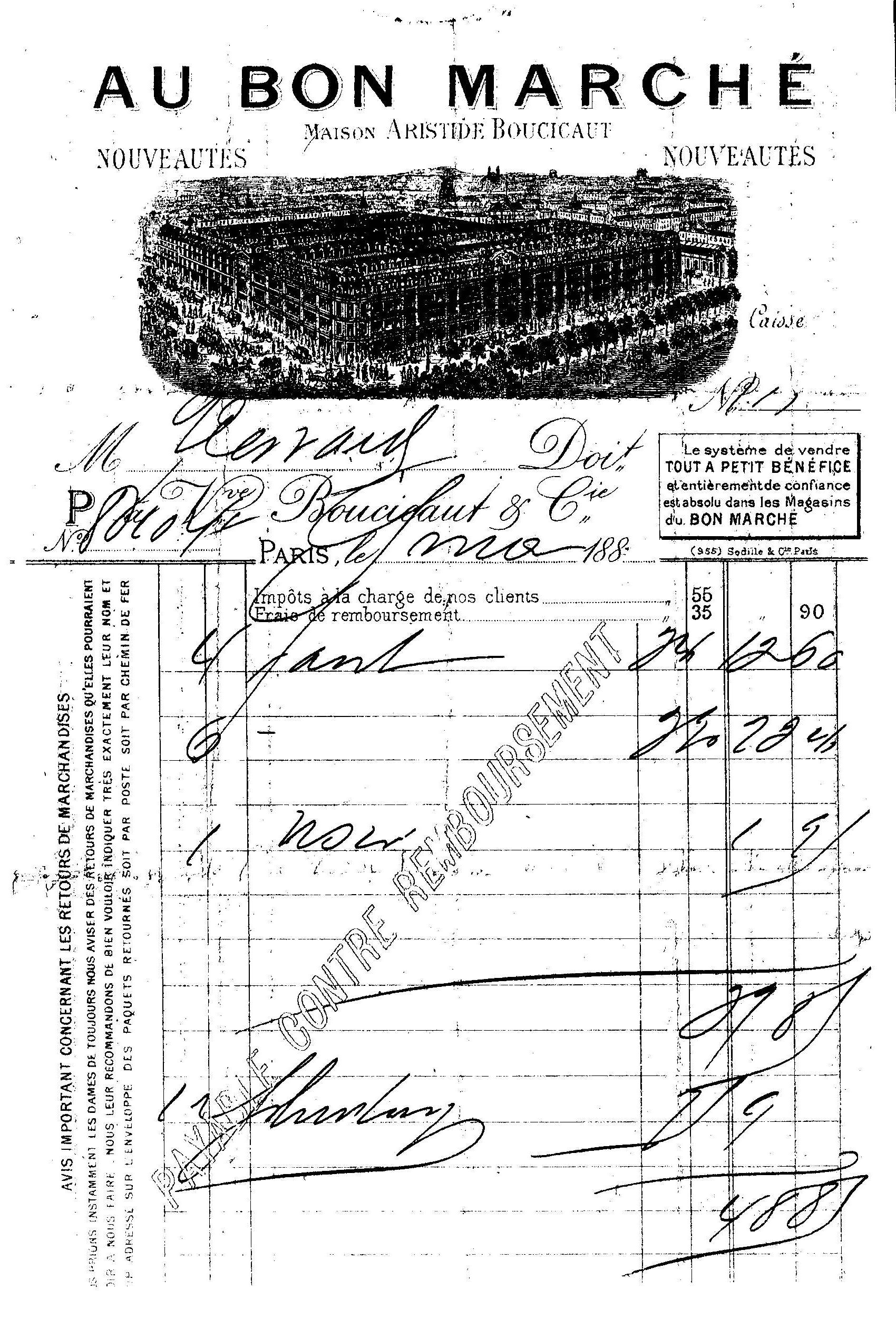
Счет-фактура почтового перевода 1880-х годов
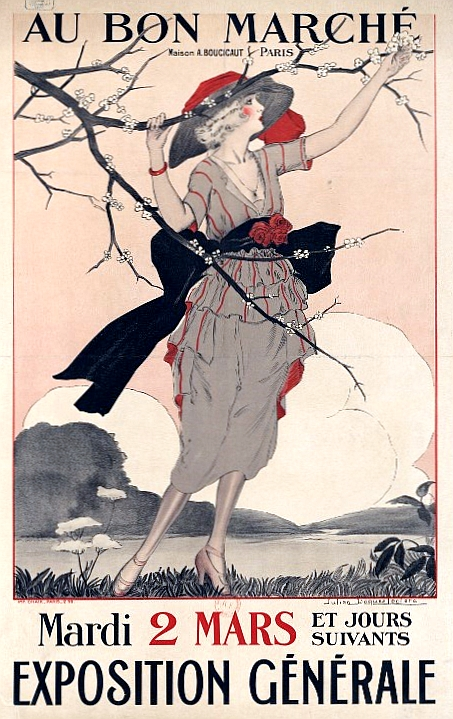
Рекламный плакат 1920 г.
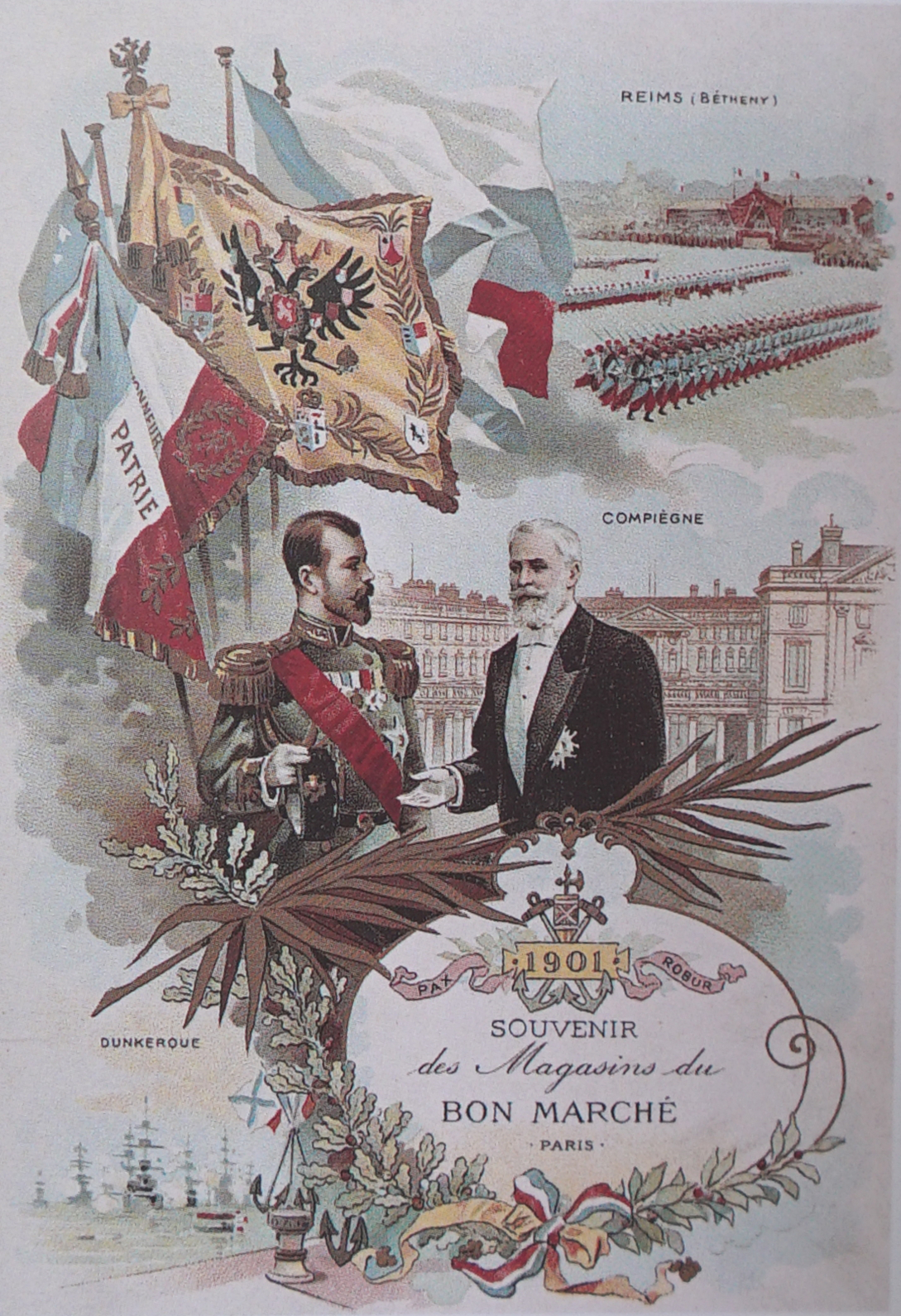
Сувенир Бетени, открытка от Бон Марше
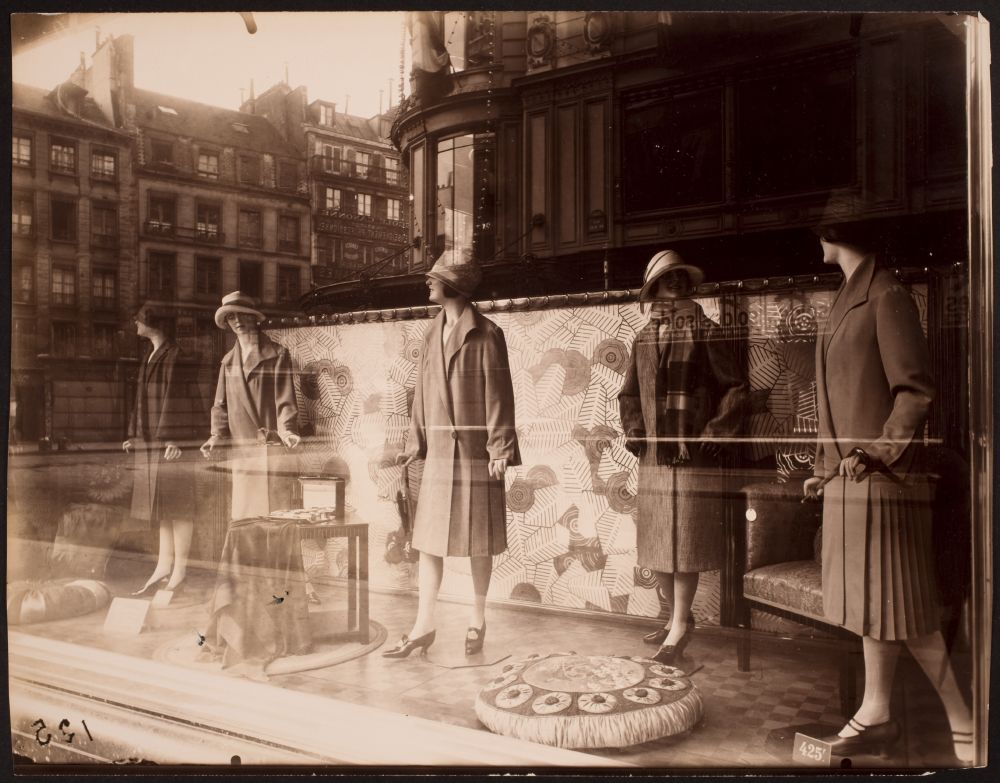
Витрина магазина Bon Marché, сфотографированная Эженом Атже в 1926 году

## Деятельность, рентабельность и сотрудники
В 2017 году оборот компании «Le Bon Marché Maison Aristide Boucicaut» (Siren 414728337) составил 437 миллионов евро, прибыль составила 19 миллионов евро, а количество сотрудников — 936.
Из-за пандемии Covid-19 2020 год стал худшим годом в истории парижских универмагов, особенно для Ле Бон Марше. В дополнение к временным закрытиям, происходившим во время ограничений и самоизоляции (ранее столь долгих перерывов в работе не случалось даже во время двух мировых войн), они пострадали от потери своих иностранных клиентов, а также из-за потери интереса французов к моде, развития электронной коммерции и ограничений на использование автомобилей в столице.

## Ле Бон Маршев кино
- Магазин является одним из мест съёмок фильма «Мышь среди мужчин» (фр.: A Funny Caïd) Жака Пуатрено с Луи де Фюнесом и Морисом Биро (1964 год).